# محوطه کلات
محوطه کلات مربوط به سده‌های متاخر دوران‌های تاریخی پس از اسلام است و در شهرستان زرآباد دهستان زرآباد شرقی، ۵ کیلومتری جنوب روستای کلات واقع شده و این اثر در تاریخ ۲۶ اسفند ۱۳۸۷ با شمارهٔ ثبت ۲۵۸۷۶ به‌عنوان یکی از آثار ملی ایران به ثبت رسیده است.